# Жакип Акпаєв
Жакип Акпаєв (каз. Жақып Ақбаев; 7 листопада 1876, аул Тоніректас, Беріккарінська волость, Каркаралінський повіт, Семипалатинська область — 4 липня 1934, Алмати) — казахський, російський і радянський громадський діяч, казахстанський шляхтич, юрист й етнограф; на початку XX століття — також політик, член Алашординського уряду. Написав ряд праць з казахської етнографії та звичаїв. Походить з підроду сари танас роду Каракесек племені Аргин.

## Біографія

### Освіта та трудова діяльність
Народився у заможній казахській родині. У 1886 році вступив до Каркаралінського інтернату, з 1889 до 1896 рік навчався у гімназії в Омську, потім два роки провів у Томській гімназії. У 1898 році вступив на юридичний факультет Санкт-Петербурзького університету, закінчивши його у 1903 році з дипломом 1-го ступеня; потім слухав лекції з археології.
Станом на серпень 1905 року працював у суді в Омську, у 1906—1918 роках служив у суді у Семипалатинську. З 1907 року був членом Семипалатинського підвідділу Російського географічного товариства (відомо, що цього року там була видана його робота про шлюбні звичаї казахів).

### Участь у політичному житті
На початку XX століття став одним із найвпливовіших духовних лідерів казахської інтелігенції. Відстоював національні інтереси казахського народу, виступаючи за створення незалежної казахської держави. Під час Революції 1905—1907 років брав участь у революційних подіях в Омську, Павлодарі та Каркаралінську, зокрема 22 липня 1905 року підписав звернення діячів казахської інтелігенції до царя, 15 — 16 листопада того ж року виступав з антиросійськими промовами. За підтримку революції зазнав політичних репресій з боку царського уряду. З 1917 року був казахським представником у «Шура-і-Ісламі». Був активним членом партії «Алаш». З грудня 1917 року входив до уряду Алаш-Орди. Брав участь в обох всеказахських з'їздах 1917 року, що відбулися після Лютневої революції (27 квітня та 7 травня). У 1917 році казахський комітет Каркаралінського повіту відкрив на його честь «Медресе Якуба» (Жакипа) з безкоштовним навчанням.
Того ж 1917 року був підданий переслідуванням владою Тимчасового уряду, у 1918—1919 роках — уряду Колчака (засудив його до страти), а останні роки життя — Радянською владою, хоча у своїй нетривалий час служив у суді Раднаркому у Семипалатинську та відділу народної освіти Каркаралінського повіту.

### Переслідування владою
Його заарештували вперше 11 січня 1906 року за звинуваченням у державній зраді. Потім у 1908, 1910 та 1929 роках за свої переконання сидів у в'язницях Каркаралінська, Павлодара, Семипалатинська, Омська, Алмати. Кілька разів перебував у засланнях (зокрема в Якутії та Семиріченській області). З останнього заслання у Воронеж, куди його вислали у 1929 році, повернувся у 1934 році важко хворим і незабаром помер. Був повністю реабілітований рішенням Верховного Суду Казахської РСР 28 лютого 1958, проте його родичам це стало відомо лише у 1990 році.

## Родина
Жакип Акбаєв мав чотирьох дочок: Аргунью, Найманью, Аспазью, Андромеду.
У рідної єдиної сестри Жакипа Акбаєва, Шамши-Камар, був єдиний син Жакатай. У нього народився син Айпхан, у якого був син Токсан Жакатаєв. У Токсана народилися сини Нуржан й Алтай Жакатаєви та дочка Айнур Айипханова.

## Наукова діяльність
Найбільш відомі роботи: «Сімейні відносини у Казахстані» («Қазақстандағы семья-неке қатынастары», 1907), «Про походження казахів» («Қазақтың шығу тегі туралы», 1927), «Кілька слів про походження казахів» («Бірер сөз қазақтың түбі қайдан шыққаны туралы»).